# Тоні Сервілло
То́ні Серві́лло (італ. Toni Servillo; нар. 25 січня 1959, Афрагола, Італія) — італійський актор театру, кіно і телебачення, режисер. Лауреат численних престижних фестивальних та професійних кінонагород, у тому числі володар чотирьох італійських національних кінопремій «Давид ді Донателло», двох Європейських кінопремій, італійського «Золотого Глобуса», двох Премій Пазінетті та п'яти «Срібних стрічок» Італійського національного синдикату кіножурналістів .

## Біографія
Тоні Сервілло в юнацькі роки захоплювався драматичним мистецтвом. У 1977 році в місті Казерта, куди він переїхав з рідної Афраголи, заснував театральну студію, в якій поставив низку вистав, а в 1987 році став одним із засновників Teatri Uniti та продовжив роботу як актор і режисер.
З початку 1990-х років Сервілло почав зніматися в кіно, проте за межами Італії був мало відомий. З кінця 1990-х років з успіхом працює режисером оперних вистав, серед яких «Чоловік, що зневірився» (Il marito disperato) Доменіко Чімарози, «Фіделіо» Людвіга ван Бетховена в оперному театрі Сан-Карло (Неаполь) та «Борис Годунов» Модеста Мусоргського в театрі Сан-Карлуш (Лісабон), де він у 2003-му вже ставив «Аріадну в Наксосі» Ріхарда Штрауса.
Міжнародну популярність Тоні Сервілло принесли стрічки «Дивовижний» (Il divo: La spettacolare vita di Giulio Andreotti, 2008) режисера Паоло Соррентіно, де зіграв прем'єр-міністра Італії Джуліо Андреотті, «Ґоморра» (Gomorra, 2008, роль боса мафії Франко) Маттео Ґарроне і «Дівчина біля озера» («La ragazza del lago», 2007) Андреа Молайолі. Видатним досягненням актора стала роль старіючого письменника-плейбоя Джепа Ґамбарделло у фільмі Соррентіно 2013 року «Велика краса», за яку він отримав премію Європейської кіноакадемії та премію «Давид ді Донателло».
У 2017 році Паоло Соррентіно запросив Сервілло на роль іншого колишнього прем'єр-міністра Сільвіо Берлусконі, у свій новий фільм під робочою назвою «Loro», що можна перекласти з італійської як «Вони» (крім того, це гра слів з італ. L'oro — «золото»), зйомки якого почав влітку цього ж року. В український прокат фільм вийшов під назвою «Сільвіо та інші».
У 2025 році виконав головну роль, Президента Італії, у драмі Паоло Соррентіно «Благодать».

## Фільмографія
| Рік  |     | Українська назва                   | Оригінальна назва                                  | Роль                               |
| ---- | --- | ---------------------------------- | -------------------------------------------------- | ---------------------------------- |
| 1992 | ф   | Смерть неаполітанського математика | Morte di un matematico napoletano                  | П'єтро                             |
| 1993 | ф   | Бритва                             | Rasoi                                              | il guappo                          |
| 1997 | ф   | Мешканці Везувію                   | I vesuviani                                        |                                    |
| 1998 | ф   | Театр війни                        | Teatro di guerra                                   | Франко Турсо                       |
| 2001 | ф   | Зайва людина                       | L'uomo in più                                      | Тоні Пісапія                       |
| 2001 | ф   | Червоний місяць                    | Luna rossa                                         | Амеріґо                            |
| 2001 | ф   | Інший світ можливий                | Un altro mondo è possibile                         |                                    |
| 2004 | ф   | Наслідки кохання                   | Le conseguenze dell'amore                          | Тітта ді Джіроламо                 |
| 2004 | ф   | Нескінченні ноч                    | Notte senza fine                                   | Салем                              |
| 2004 | тф  | Субота, неділя і понеділок         | Sabato, domenica e lunedì                          | Пеппіно Пріоре                     |
| 2005 | ф   | Нещасні                            | Incidenti                                          | оповідач, озвучування              |
| 2007 | ф   | Плач статуї                        | Il pianto della statua                             | оповідач, озвучування              |
| 2007 | ф   | Дівчина біля озера                 | La ragazza del lago                                | комісар Санціо                     |
| 2007 | ф   | І думати забудь, Джонні!           | Lascia perdere, Johnny!                            | маестро Доменіко Фаласко           |
| 2008 | ф   | Гомора                             | Gomorra                                            | Франко                             |
| 2008 | ф   | Дивовижний                         | Il divo — La spettacolare vita di Giulio Andreotti | Джуліо Андреотті                   |
| 2009 | док | Рожева пустеля                     | Deserto rosa. Luigi Ghirri                         | оповідач, озвучування              |
| 2010 | ф   | Горбачов                           | Gorbaciof                                          | «Горбачов»                         |
| 2010 | ф   | Ми вірили                          | Noi credevamo                                      | Джузеппе Мацціні                   |
| 2010 | ф   | Тихе життя                         | Una vita tranquilla                                | Росаріо Руссо                      |
| 2010 | ф   | Балкон з видом на море             | Un balcon sur la mer                               | Серджо Бартолі                     |
| 2011 | ф   | Цукерочка                          | Il gioiellino                                      | Ернесто Ботта                      |
| 2012 | ф   | Це був син                         | È stato il figlio                                  | Нікола Кірауло                     |
| 2012 | ф   | Спляча красуня                     | Bella addormentata                                 | Ульяно Бефарді                     |
| 2013 | ф   | Хай живе свобода                   | Viva la libertà                                    | Енріко Олівері / Джованні Ернані   |
| 2013 | ф   | Велика краса                       | La grande bellezza                                 | Джеп Ґамбарделло                   |
| 2014 | тф  | Голоси всередині                   | Le voci di dentro                                  | Альберто Сапоріто                  |
| 2016 | ф   | Визнання                           | Le confessioni                                     | Роберто Салюс                      |
| 2017 | ф   | Дозволь піти                       | Lasciati andare                                    |                                    |
| 2017 | ф   | Дівчина в тумані                   | La ragazza nella nebbia                            | інспектор Фогель                   |
| 2018 | ф   | Сільвіо та інші                    | Loro                                               | Сільвіо Берлусконі                 |
| 2019 | ф   | Дівчина у лабіринті                | L'uomo del labirinto                               | Бруно Дженко                       |
| 2021 | ф   | Рука Бога                          | È stata la mano di Dio                             | Саверіо Скіза                      |
| 2023 | ф   | Адажіо                             | Adagio                                             | Дайтона                            |
| 2025 | ф   | Благодать                          | La grazia                                          | Президент Італії Маріано Де Сантіс |

## Нагороди та номінації
| Рік                                               | Категорія                                         | Фільм                                            | Результат |
| ------------------------------------------------- | ------------------------------------------------- | ------------------------------------------------ | --------- |
| Італійський національний синдикат кіножурналістів |                                                   |                                                  |           |
| 1998                                              | Премія «Срібна стрічка» за найкращу чоловічу роль | Мешканці Везувію                                 | Номінація |
| 2002                                              | Премія «Срібна стрічка» за найкращу чоловічу роль | Зайва людина (спільно з Андреа Ренці)            | Номінація |
| 2005                                              | Премія «Срібна стрічка» за найкращу чоловічу роль | Наслідки кохання                                 | Перемога  |
| 2008                                              | Премія «Срібна стрічка» за найкращу чоловічу роль | Дівчина біля озера                               | Перемога  |
| 2009                                              | Премія «Срібна стрічка» за найкращу чоловічу роль | Дивовижний                                       | Перемога  |
| 2011                                              | Премія «Срібна стрічка» за найкращу чоловічу роль | Цукерочка та Тихе життя                          | Номінація |
| 2011                                              | Срібна стрічка року                               | Ми вірили (з групою інших акторів)               | Перемога  |
| 2013                                              | Спеціальна Срібна стрічка                         | Спляча красуня, Велика краса та Хай живе свобода | Перемога  |
| Венеційський міжнародний кінофестиваль            |                                                   |                                                  |           |
| 2001                                              | Премія Пазінетті                                  | Червоний місяць (з групою інших акторів)         | Перемога  |
| 2007                                              | Премія Пазінетті найкращому акторові              | Дівчина біля озера                               | Перемога  |
| Премія «Золотий кубок»                            |                                                   |                                                  |           |
| 2001                                              | Найкращий актор                                   | Зайва людина                                     | Перемога  |
| Премія «Давид ді Донателло»                       |                                                   |                                                  |           |
| 2002                                              | Найкращий актор                                   | Зайва людина                                     | Номінація |
| 2005                                              | Найкращий актор                                   | Наслідки кохання                                 | Перемога  |
| 2008                                              | Найкращий актор                                   | Дівчина біля озера                               | Перемога  |
| 2009                                              | Найкращий актор                                   | Дивовижний                                       | Перемога  |
| 2013                                              | Найкращий актор                                   | Хай живе свобода                                 | Номінація |
| 2014                                              | Найкращий актор                                   | Велика краса                                     | Перемога  |
| 2017                                              | Найкращий актор                                   | Визнання                                         | Номінація |
| 2019                                              | Найкращий актор                                   | Сільвіо та інші                                  | Номінація |
| Премія «Золота хлопавка»                          |                                                   |                                                  |           |
| 2002                                              | Найкращий актор другого плану                     | Червоний місяць                                  | Номінація |
| 2009                                              | Найкращий актор                                   | Дивовижний                                       | Перемога  |
| 2013                                              | Найкращий актор                                   | Хай живе свобода                                 | Перемога  |
| 2014                                              | Найкращий актор                                   | Велика краса                                     | Перемога  |
| Європейський кінофестиваль в Анже                 |                                                   |                                                  |           |
| 2002                                              | Нагорода Жана Кармена                             | Зайва людина                                     | Перемога  |
| Премія Європейської кіноакадемії                  |                                                   |                                                  |           |
| 2005                                              | Найкращий європейський актор                      | Наслідки кохання                                 | Номінація |
| 2008                                              | Найкращий європейський актор                      | Дивовижний                                       | Перемога  |
| 2013                                              | Найкращий європейський актор                      | Велика краса                                     | Перемога  |
| Премія «Золотий глобус» (Італія)                  |                                                   |                                                  |           |
| 2008                                              | Найкращий актор                                   | Дівчина біля озера                               | Номінація |
| 2009                                              | Найкращий актор                                   | Гомора                                           | Перемога  |
| 2011                                              | Найкращий актор                                   | Горбачов                                         | Номінація |
| 2013                                              | Найкращий актор                                   | Велика краса                                     | Номінація |
| Міжнародний кінофестиваль у Локарно               |                                                   |                                                  |           |
| 2009                                              | Нагорода за досконалість                          | Нагорода за досконалість                         | Перемога  |
| Римський кінофестиваль                            |                                                   |                                                  |           |
| 2010                                              | Найкращий актор                                   | Тихе життя                                       | Перемога  |
| Севільський європейський кінофестиваль            |                                                   |                                                  |           |
| 2013                                              | Найкращий актор                                   | Велика краса                                     | Перемога  |